# Heike Kamaris
Heike Kamaris (* 1964) ist eine deutsche Autorin von Fantasy-Romanen.
Als Redakteurin des Schwarzen Auges (DSA) war sie an zahlreichen Veröffentlichungen beteiligt. Folgende Romane hat sie für die Spielewelt des Schwarzen Auges, Aventurien veröffentlicht: Sphärenschlüssel, Blutrosen. Auch in der Publikation Gassengeschichten ist eine Kurzgeschichte von Heike Kamaris und Jörg Raddatz zu finden.
Außerdem ist sie, meist zusammen mit ihrem 2016 verstorbenen Mann Jörg Raddatz, Autorin der folgenden DSA-Abenteuer: Ewig ist nur Satinav, Brogars Blut, Berge aus Gold, Im Bann des Eichenkönigs und Palast der Goldenen Tiger.
| Personendaten    | Personendaten                        |
| ---------------- | ------------------------------------ |
| NAME             | Kamaris, Heike                       |
| KURZBESCHREIBUNG | deutsche Autorin von Fantasy-Romanen |
| GEBURTSDATUM     | 1964                                 |